# Dog Lake (Michipicoten River)
Der Dog Lake (englisch für „Hunde-See“) ist ein stark gegliederter See im Algoma District in der kanadischen Provinz Ontario.

## Lage
Der Dog Lake befindet sich 60 km nordöstlich von Wawa. Der 53 km² große Dog Lake wird vom Michipicoten River nach Südwesten zum Oberen See hin entwässert. Ein wichtiger Zufluss ist der Dog River. Der kleine Ort Missanabie liegt am Nordostufer des Sees.

## Seefauna
Der Dog Lake gilt als gutes Angelgewässer. Im See werden folgende Fischarten gefangen: Glasaugenbarsch, Hecht, Amerikanischer Seesaibling und Schwarzbarsch.